# Герман, Эльвира Владимировна
Эльвира Владимировна Герман (род. 9 января 1997, Пинск, Брестская область) — белорусская легкоатлетка, специализирующаяся в барьерном беге. Чемпионка Европы 2018 года в беге на 100 метров с барьерами.

## Биография
Серебряный призёр летних юношеских Олимпийских игр 2014 года в Нанкине в беге на 100 метров с барьерами с результатом 13,38.
Чемпионка Европы среди юниоров 2015 года в Эскильстуна в беге на 100 метров с барьерами с результатом 13,15.
Чемпионка мира среди юниоров 2016 года в Быдгоще в беге на 100 метров с барьерами с результатом 12,85.
Чемпионка Европы 2018 года в Берлине в беге на 100 метров с барьерами с результатом 12,67, став самой молодой чемпионкой Европы в этой дисциплине.
По итогам сезона 2018 года установила национальный рекорд для атлетов до 23 лет (12,64) и стала победителем проводимой Европейской легкоатлетической ассоциацией премии Golden tracks в номинации «Восходящая звезда».
Является студенткой спортивно-педагогического факультета массовых видов спорта БГУФК.

## Основные результаты
| Год  | Турнир                                      | Место проведения          | Дисциплина         | Место      | Результат |
| ---- | ------------------------------------------- | ------------------------- | ------------------ | ---------- | --------- |
| 2013 | Европейский юношеский олимпийский фестиваль | Утрехт, Нидерланды        | 100 м с/б          | 3          | 13.92     |
| 2013 | Европейский юношеский олимпийский фестиваль | Утрехт, Нидерланды        | эстафета 4 × 100 м | 6-е        | 48.45     |
| 2014 | Летние юношеские Олимпийские игры           | Нанкин, Китай             | 100 м с/б          | 2          | 13,38     |
| 2015 | Чемпионат Европы среди юниоров              | Эскильстуна, Швеция       | 100 м с/б          | 1          | 13,15     |
| 2016 | Чемпионат Европы                            | Амстердам, Нидерланды     | 100 м с/б          | 16-е (1/2) | 13,18     |
| 2016 | Чемпионат мира среди юниоров                | Быдгощ, Польша            | 100 м с/б          | 1          | 12,85 CR  |
| 2017 | Чемпионат Европы в помещении                | Белград, Сербия           | 60 м с/б           | 11-е (1/2) | 8,57      |
| 2017 | Чемпионат Европы среди молодёжи             | Быдгощ, Польша            | 100 м с/б          | 2          | 12,95     |
| 2017 | Чемпионат мира                              | Лондон, Великобритания    | 100 м с/б          | 19-е (1/2) | 13,16     |
| 2017 | Летняя Универсиада                          | Тайбэй, Тайвань           | 100 м с/б          | 2          | 13,17     |
| 2018 | Чемпионат мира в помещении                  | Бирмингем, Великобритания | 60 м с/б           | 10-е       | 8,06      |
| 2018 | Чемпионат Европы                            | Берлин, Германия          | 100 м с/б          | 1          | 12,67     |
| 2019 | Чемпионат Европы в помещении                | Глазго, Великобритания    | 60 м с/б           | 3          | 8,00      |
| 2019 | Чемпионат Европы среди молодёжи             | Евле, Швеция              | 100 м с/б          | 1          | 12,70     |
| 2019 | Чемпионат мира                              | Доха, Катар               | 100 м с/б          | 9-е        | 12,78     |
| 2021 | Чемпионат Европы в помещении                | Торунь, Польша            | 60 м с/б           | 10-е       | 8,07      |
| 2021 | Олимпийские игры                            | Токио, Япония             | 100 м с/б          | 10-е (1/2) | 12,71     |
| 2021 | Олимпийские игры                            | Токио, Япония             | эстафета 4 × 400 м | 15-е       | 3:33.00   |
| 2024 | Игры БРИКС                                  | Казань, Россия            | эстафета 4 × 100 м | 1          | 44.28     |
| 2024 | Игры БРИКС                                  | Казань, Россия            | 100 м с/б          | 1          | 12.81     |